# Giovanni Castellaneta
Giovanni Castellaneta (Gravina in Puglia, 11 settembre 1942) è un diplomatico italiano.

## Biografia
È stato presidente del consiglio di amministrazione di SACE dal 2010 al 2016 e consigliere d'amministrazione di Finmeccanica, nominato dal governo italiano che ne è l'azionista di maggioranza.
È stato anche presidente dell'Italfondiario dal 2013 al 2017 nonché dal 2015 presidente di doValue, già UniCredit Credit Management Bank, banca leader in Italia nella gestione dei NPL.
È stato presidente di Milanosesto Spa dal 2014 al 2018.
È segretario generale dell'Iniziativa Adriatico Ionica (IAI) da giugno 2017, incarico rinnovato nel 2020.
Fa parte della Fondazione Italia USA.

## Carriera diplomatica
Ha svolto la sua attività diplomatica come ambasciatore d'Italia in Iran (1992-1995), in Australia (1998-2001) e negli Stati Uniti d'America (2005-2009). Portavoce del Ministero degli Affari Esteri e Capo del Servizio Stampa dal 1989 al 1992. È stato inoltre consigliere diplomatico del Presidente del Consiglio dei Ministri della Repubblica Italiana e suo rappresentante personale per i Vertici del G8 del 2001 e del 2005.
È presidente dell'associazione Diplomatia e della Associazione Nazionale Cavalieri di Gran Croce dell’OMRI.

## Opere
- In prima fila, quale posto per l’Italia nel mondo, Guerini, 2019, ISBN 978-8862507516
- Obama e l'ombra cinese, Guida, 2010, ISBN 978-8860427182